# Мемориальный комплекс «Победа» (Усть-Каменогорск)
Мемориальный комплекс Победы находится в городе Усть-Каменогорск, на слияние Иртыша и Ульбы.
Комплекс открыт в 1995 году. Авторами памятника восточноказахстанцам, павшим в годы Великой Отечественной войны 1941—1945 гг., являются скульптор В. С. Раппопорт и архитектор С. П. Христофоров. Эскизный проект мемориала выполнен Ульбинским проектно-конструкторским институтом (УПКИ) производственного объединения «Ульбинский металлургический завод».
Мемориальная зона памятника включает курган — символическое захоронение, обелиск на постаменте, вечный огонь, площадь памяти. Стена Героев облицована плитами красного гранита с отлитыми из бронзы именами погибших земляков — Героев Советского Союза; стена скорби — серый гранит и основные текстовые надписи. Композиционным центром является устремленная в небо стела, покрытая титановыми пластинами. Вечный огонь символизирует память о погибших героях. Общее архитектурно-художественное решение состоит в использовании в отделке гранита, мрамора, бронзы, придающим всему сооружению монументальность.